# Cathartes
Cathartes je rod ptáka patřící do čeledi kondorovití (Cathartidae) obývající Severní, Střední a Jižní Ameriku. Název pochází z řeckého καθαρτης, což znamená čistič. 
V rodu Cathartes jsou zařazeny tři žijící druhy: kondor krocanovitý (Cathartes aura), kondor menší (Cathartes burrovianus) a kondor větší (Cathartes melambrotus). Zařazení těchto kondorů do systému je nicméně nejasné a jejich podobnost se supy je dána konvergentním vývojem.
Nejnovější výzkumy, ze kterých vychází ve své taxonomické klasifikaci druhu i IUCN, shodně klasifikují čeleď kondorovitých (Cathartidae) jako samostatný klad po boku „okleštěných“ dravců (Accipitriformes). Na základě toho je čeleď řazena buď do samostatného řádu kondoři (Cathartiformes) nebo zahrnuta do řádu dravců (Accipitriformes).
Kondor menší je chován ve třech evropských zoologických zahradách, mimo jiné v Zoo Praha.

## Popis
Všichni kondoři z rodu Cathartes mají černé peří a lysou hlavu, kterou má kondor krocanovitý jako jediný z rodu červenou. Kondor krocanovitý je dlouhý 66 až 81 cm a váží průměrně 1,4 kg. Kondor menší měří na délku 53–66 cm a váží 0,95 až 1,55 kg a kondor větší je dlouhý 64–75 cm a jeho hmotnost se odhaduje na 1,65 kg. K letu všechny druhy používají plachtění.

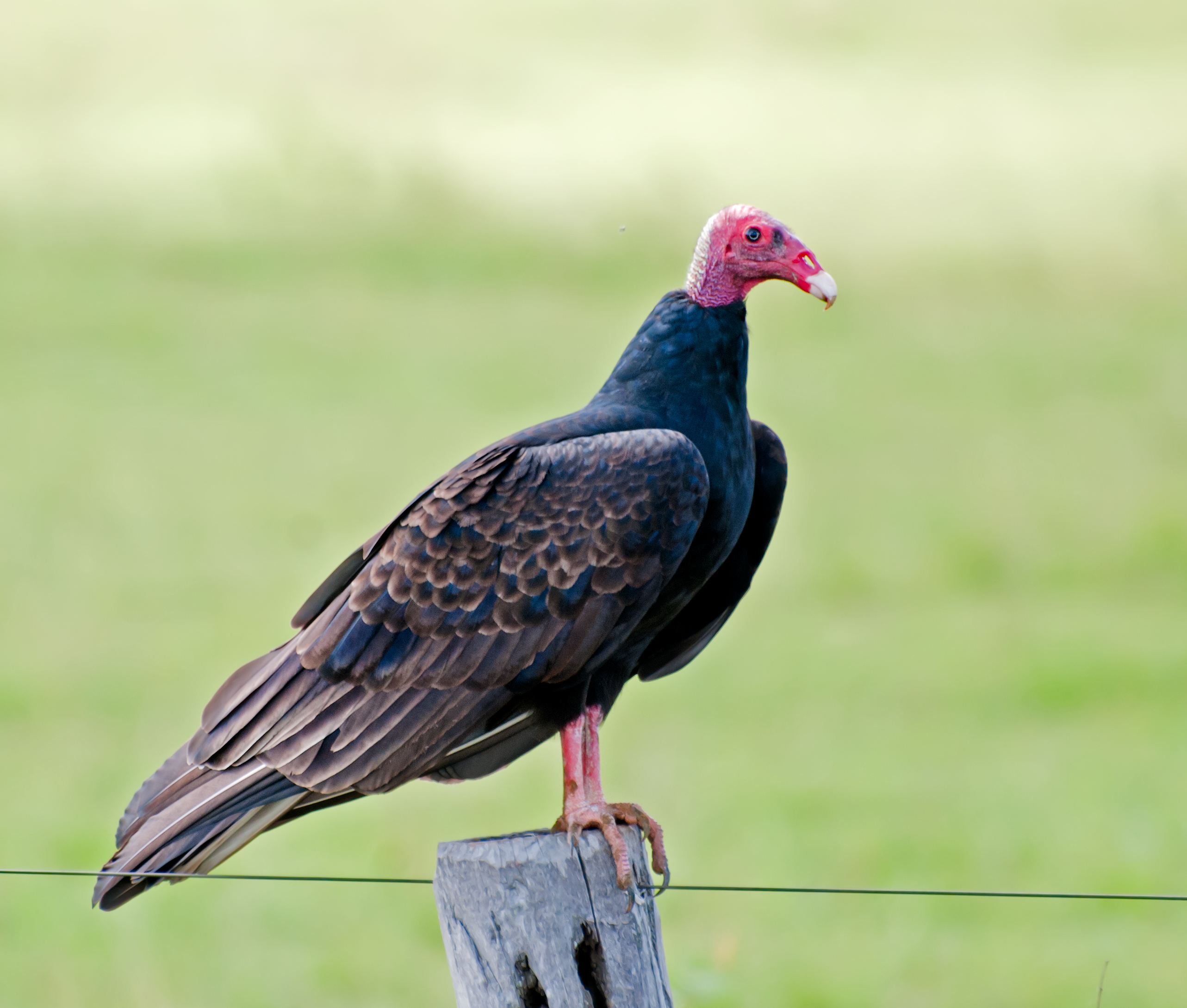
Kondor krocanovitý
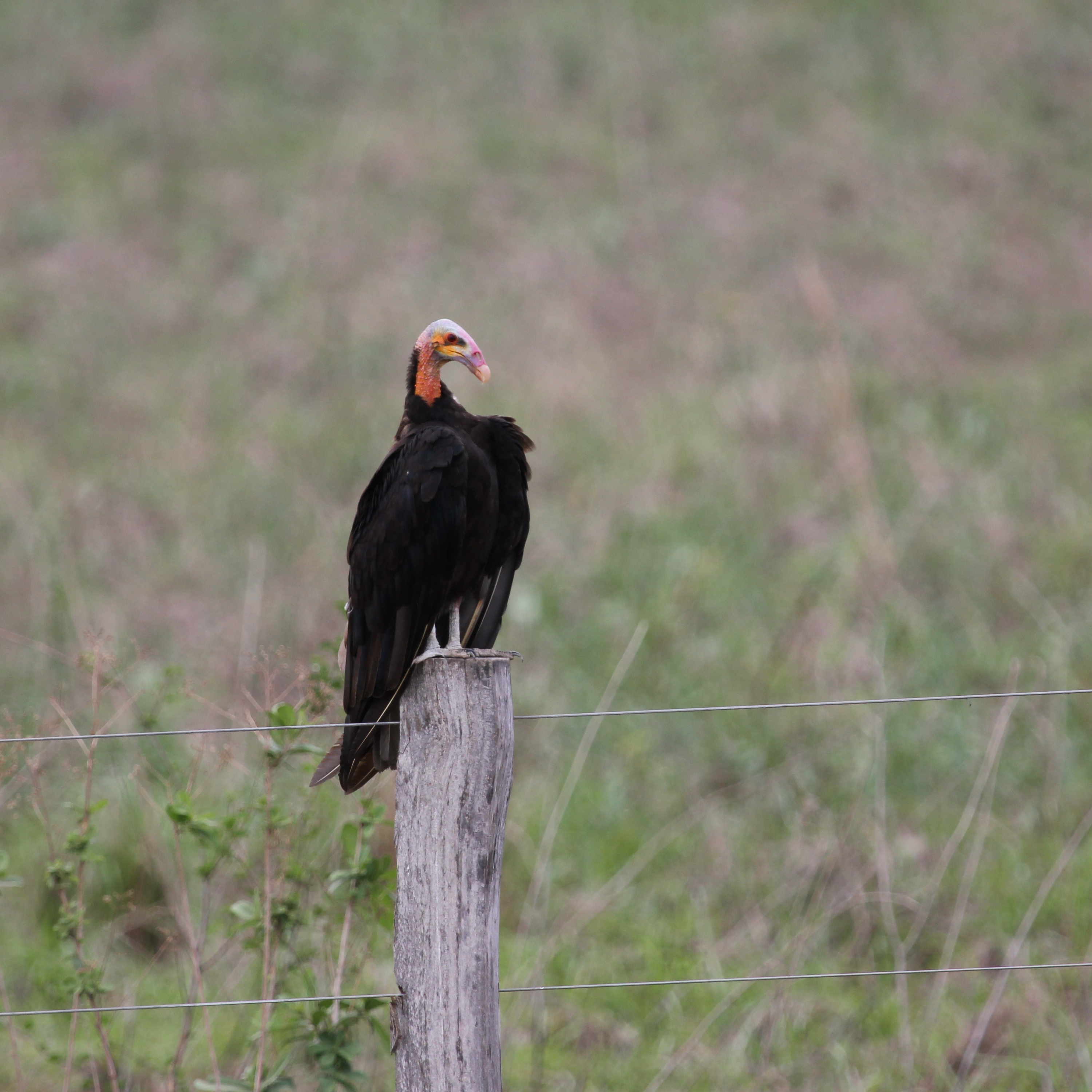
Kondor menší
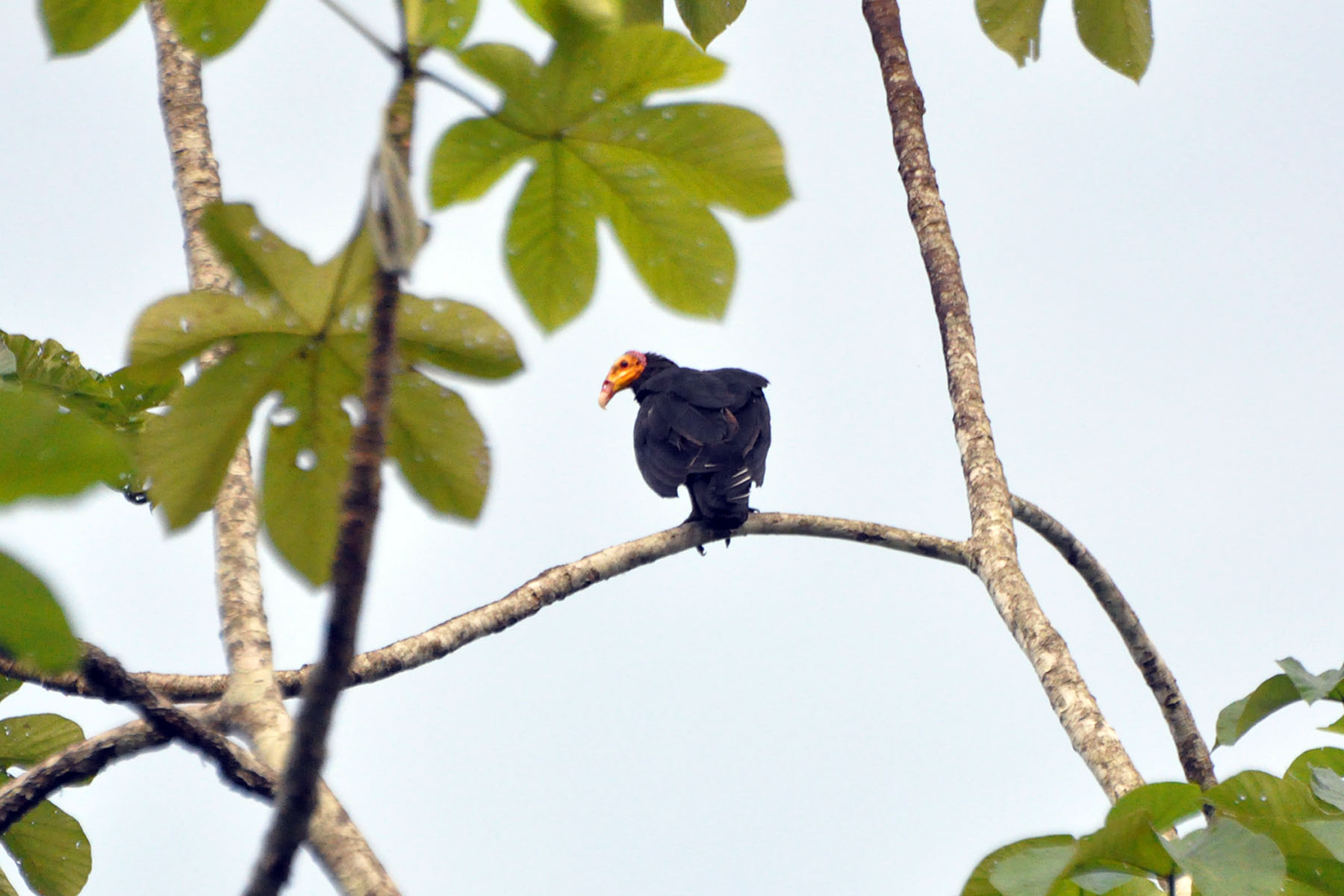
Kondor větší

## Chování
Kondoři se živí především mršinami včetně zvířat přejetých auty, málokdy svou kořist zabíjejí. Při hledání potravy se řídí zrakem, ale především čichem. Specializují se především na rozpoznávání plynu ethylmerkaptanu. Všechny tři druhy si v období rozmnožování nestaví hnízda, ale hnízdí na zemi, útesech nebo v dutinách stromů.
Odchov mláďat v lidské péči je u těchto tří druhů kondorů chovatelsky náročný, protože rodiče krmí mláďata vyvrhováním potravy rovnou do krku. Např. kondora krocanovitého se podařilo úspěšně romnožit v Zoologické zahradě Olomouc, Zoologické a botanické zahradě města Plzně a v Zoo Praha. Úspěšný odchov tzv. maňáskovou metodou, která zabraňuje nežádoucímu imprintingu krmených mláďat na chovatele, zaznamenala v roce 2025 Zoo Praha také u kondora menšího.